# Подрудня
Подрудня — упразднённая в 1992 году деревня  в Новозыбковском районе Брянской области России, вошедшая в черту села Белый Колодезь в Новозыбковском городском округе (с 2019). Современная улица Заречная. 
Находилась на реке Вепринка, напротив центра села Белый Колодезь